# Дељадровци
Дељадровци (мкд. Дељадровци) су насеље у Северној Македонији, у северном делу државе. Дељадровци припадају општини Илинден, која окупља источна предграђа Града Скопља.

## Географија
Дељадровци су смештени у северном делу Северне Македоније. Од најближег већег града, Скопља, насеље је удаљено 30 km источно.
Насеље Дељадровци је у оквиру историјске области Скопско поље, у његовом североисточном делу. Источно од насеља издиже се брежуљкаст крај Которци. Надморска висина насеља је приближно 300 метара.
Месна клима је измењена континентална са мањим утицајем Егејског мора (жарка лета).

## Историја
На почетну 20. века Дељадровци је било православно, словенско село у Отоманском царству. Целокупно становништво је било под влашћу Бугарске егзархије. Према секретару егзхарије Димитру Мишеву 1905. године насеље је припадало Кумановској области са 144 екзархиста.
После Другог балканског рата 1913. године село је ушло у састав Србије.
Немачки научник Леонард Шулце Јена на етничкој карти израђеној 1927. године приказао је Дељадровце као село са нејасним етничким саставом.

## Становништво
Према попису из 2002. године у насељу је живело 532 становника, а етнички састав је био следећи:
| Националност | Укупно      |
| Македонци    | 517 (97,2%) |
| Срби         | 12 (2,3%)   |
| остали       | 3 (0,6%)    |

Већинска вероисповест је православље.